# Toshihiro Suzuki
Toshihiro Suzuki (ur. 11 grudnia 1996) − japoński bokser kategorii lekkopółśredniej, młodzieżowy wicemistrz igrzysk olimpijskich oraz brązowy medalista mistrzostw świata z 2014.

## Kariera amatorska
W kwietniu 2014 był uczestnikiem młodzieżowych mistrzostw świata w Sofii. W kategorii lekkopółśredniej (do 64 kg.) zdobył brązowy medal. W półfinale przegrał wyraźnie na punkty (0:3) z Ukraińcem Wiktorem Petrowem. W sierpniu 2014 został młodzieżowym wicemistrzem olimpijskim w kategorii lekkopółśredniej. W finale przegrał walkowerem z reprezentantem Włoch Vincenzo Arecchią.